# Protonenpumpe
Als Protonenpumpe werden in der Biochemie und Physiologie allgemein Transmembranproteine bezeichnet, die Protonen über eine biologische Membran gegen einen elektrochemischen Gradienten transportieren. Es handelt sich um eine große und uneinheitliche Gruppe von Proteinen. Man unterscheidet grob zwischen dem alleinigen Transport von Protonen nach außen und dem Antiport, wo die Protonen nur eine Hälfte der transportierten Teilchen ausmachen.
Im alltäglichen Sprachgebrauch ist mit Protonenpumpe die Protonen-Kalium-Pumpe in Magenzellen gemeint.

## Beispiele für den Protonenexport
- In den Membranen der Mitochondrien und Chloroplasten sind redoxgetriebene Protonenpumpen zu finden. Ihre wesentliche Funktion ist der Aufbau eines elektrochemischen Protonengradienten (pH-Gradient), der von der ATP-Synthase zur Erzeugung chemischer Energie in Form von ATP benötigt wird. Beispiele sind der Komplex I und der Komplex IV der Atmungskette in Mitochondrien. Der Komplex II ist keine Protonenpumpe. Hier wird der Protonengradient über den Q-Zyklus aufgebaut.

- In den Membranen von Halobakterien findet sich die lichtgetriebene Protonenpumpe Bakteriorhodopsin. Ein anderes Beispiel von lichtgetriebenen Protonenpumpen wäre Acetabularia-Rhodopsin (bei Acetabularia acetabulum)[1]

- Viele Pflanzen (praktisch alle außer den Gräsern) pumpen unter Verbrauch von ATP Protonen in die Rhizosphäre, um Eisen(III)-Ionen, die dort in Form von unlöslichen Hydroxiden gebunden sind, verfügbar zu machen und dann aufzunehmen. Die Protonenpumpen befinden sich in den Membranen der äußersten Wurzelzellen, der Rhizodermis.

- In der "sealed zone" der Osteoklasten befinden sich ebenfalls Protonen-Pumpen, die ein saures Milieu erzeugen, wodurch der Knochen aufgelöst wird.

## Beispiele für Antiport
- In den Belegzellen im Magen findet sich die Protonen-Kalium-Pumpe (H+/K+-ATPase).